# 新Mon怪談
2009年，因有線電視的《怪談》節目突然改變形式，甚至間歇性停播。司徒法正師傅為了延續《怪談》團隊這份打不死的探索精神，決定另闖新空間，因緣際會下與『新MONDAY』雜誌成功合作，開設『新Mon怪談』專欄，繼續進行靈異探索，並開拓了多媒體新局面。
『新MONDAY』由2009年10月30日星期五開始，每期連載『新Mon怪談』，並且創立網上平台『新Mon怪談網站』gytam.hk，提供自家攝製的緊張刺激探靈招魂video，及搜羅世界各地的靈異故事、照片及影片一同分享。
『新Mon怪談』於2009年12月18日開辦網上靈異節目『陰間電台』，每周邀請不同的嘉賓師傅探討各種不同的靈異現象，每逢星期五晚上11時直播。
『新Mon怪談』由司徒法正師傅為首等一眾師傅，獨家帶領『新MONDAY』及『新Mon怪談網站』讀者、觀眾進入靈異境界。

## 新Mon怪談大馬不思議手記
盧強師傅、殷法青師傳、鬼強與《新Mon怪談》攝製隊遠赴馬來西亞攝製一系列驚險刺激的探靈招魂實錄。
| 播放日期       | 新Mon怪談 大马不思議手記       | 其他內容 |
| 2011年7月14日  | 大馬不思議手記 鬼鞦韆 （上）   | |
| 2011年7月18日  | 大馬不思議手記 鬼鞦韆 （下）   | |
| 2011年7月20日  | 大馬不思議手記 燥底神婆 （上） | 以明查暗訪，攝製隊找到一位僮身為九天玄女的神婆，她狀似瘋癲卻一語道破鬼強懷有靈符，並直言該道由其他師傅贈送的靈符絕不正道，究竟是真是假？                                                                           |
| 2011年7月22日  | 大馬不思議手記 燥底神婆 （下） | 鬼強問事期間善信黃先生出現向神婆求助，談話之間卻突然暈倒，原來與他的家族歷史有關，亡者上身該如何解救？ |
| 2011年8月10日  | 大馬不思議手記 布先鬼村（上）  | 布先鬼村位於馬來西亞某地段，為富裕華人聚居之地，然而近年卻有大量居民不斷搬離。據當地村民所說日戰時期埋下許多屍骨並發生不少靈異事件，才讓原本繁榮村落變作荒蕪；殷法青師傅與鬼強夜探布先鬼村，和你一起「與鬼會面」！ |
| 2011年8月15日  | 大馬不思議手記 布先鬼村（下）  | 鬼強與阿敏一面唸著「誠心有請十方眾生速速來相聚」，一面不停燒溪錢，最後倆人竟然…… 大馬不思議手記 布先鬼村（下），「近距離接觸」最轟烈一次。                                                                         |
| 2011年8月24日  | 大馬不思議手記 凶夫報怨 （上） | 女事主表現教人驚嚇，原來已過世的丈夫怨念甚重，就算幽冥相隔也要對方不得好過。如此困局，該當如何拆解？ |
| 2011年8月29日  | 大馬不思議手記 凶夫報怨 （下） | 覃法正師傳進行驅魔儀式，再加上經文差點也鎮不住被上身的女事主，鬼強更被大力捉著手臂，差點不能脫身……今集真實驅魔，教人毛管直豎。久久不能自己。                                                                       |
| 2011年9月2日   | 大馬不思議手記 鬼差喚 （上）   | 回魂夜、靈堂打麻雀？確係膽色過人！承蒙張法應師傅幫忙，鬼強終可一嘗滋味，攝製隊會拍到些什麼，還是未拍先喊驚？ |
| 2011年9月5日   | 大馬不思議手記 鬼差喚 （下）   | 檯底有東西捏參與者的腳、連神主牌也推翻了，師傅同時看到詭異的景象…… |
| 2011年9月19日  | 大馬不思議手記 靈嬰洞 （上）   | 以收容各種因意外、小產或墮胎嬰靈而聞名的靈嬰洞時常有人看到不知名小朋友的影縱，嚇煞參拜人士，故此盧強師傅、殷法青師傅與鬼強特地到訪，希望教化一眾未曾嘗過現世喜樂的小靈魂，然而未竟完工，鬼強卻已飽受驚嚇。         |
| 2011年9月21日  | 大馬不思議手記 靈嬰洞 （下）   | 鬼強狂叫、哭喊、被嚇至不能自控……夜探靈嬰洞，「今次真係玩大咗！」 |
| 2011年10月7日  | 大馬不思議手記 孤魂義莊        | 盧強師傅、殷法青師傳及攝製隊一同超度那些年老無依身亡，無人奉敬香火的無主孤魂。事後攝製隊在攝影機上看到奇特的靈異現象，證明鬼魂真有其「人」。                                                                       |
| 2011年10月14日 | 大馬不思議手記 田雞咒          | 田雞都可以落咒？！今集盧強師傅、殷法青師傳及攝製隊一同見證田雞咒。 |
| 2011年10月21日 | 大馬不思議手記 童僮            | |
| 2012年9月1日   | 大馬不思議手記 布先鬼村        | |

## KingTV詭異怪談+FM666電台
詭異怪談 及 詭異怪談電台FM666 是一個以鬼怪, 靈異, 科幻, 玄學....等等集於一身的靈幻節目, 包括了視頻及網上電台, 由司徒法正師傅全力支持的自家製作節目, 並集結了由法基師叔帶領陰間電台原班人馬, 延續怪談及陰間的不死精神! 節目逢星期五晚11:00更新. 詭異怪談電台FM666第1集于2011年8月13日開辦。

## 《怪談電影系列》
继『新Mon怪談』与『KingTV詭異怪談』的大大欢迎。司徒法正師父帶領原裝人馬，闖入全球恐怖地域，探求靈異真相，將証據放在大螢幕中，怪談電影系列 - 撩鬼；2012年10月30日，第1站於香港公眏。为了避免被误导为2009年香港有线电视制作的《怪谈》电影，宣传片有时会被媒体名为《怪谈2》电影。
怪談電影系列 撩鬼十路
怪談電影 - 撩鬼
故事簡介
人一犯鬼，鬼必犯人！香港著名玄學家司徒法正,帶領怪談攝製隊走進東南亞最詭異國度,主動出擊, 以最邪門儀式挑釁鬼神，誓言不見鬼不罷休，實行瘋狂撩鬼！ 潛入越南山區古村， 直擊殘忍屠畜血祭儀式， 殯儀館屍旁問米，先人狂襲攝製隊，勇闖越戰猛鬼劇院, 越南法師怨曲招魂，女主持疑被童靈上身，怨靈墳前招魂，女主持慘被女鬼上身；怡保自殺大廈, 女主持佯裝親友招魂, 送上門俾惡鬼搵替身；貪圖富貴拜邪神， 中降者頭拔蟑螂腳...深山問米召魂，工作人員疑被山魅索命, 其後怪事更接種而來。

怪談電影系列 屍駭之路 - 尸骸之路

## 同類節目
- 怪談

## 外部連結
- 怪談www.gytam.hk/
- 新Mon 怪談| Facebook www.facebook.com/gytam